# Гальвес, Алехандро
Алехандро Гальвес Химена (исп. Alejandro Gálvez Jimena; 6 июня 1989, Гранада, Испания) — испанский футболист, защитник клуба «Ивиса». Внук бывшего президента футбольного клуба «Гранада» Франсиско Химены.

## Клубная карьера
Свой путь в большой футбол Гальвес начал в футбольной школе Ветеранос Гранада, откуда он отправился в юношескую команду «Альбасете», с которой в 2007 году выиграл молодёжный Кубок Испании по футболу. Позже он присоединился к кантере «Вильярреала».
В 2008 году был отдан в аренду в клуб «Онда» в чемпионат Терсера, а в 2009 на свободном трансфере перешёл в «Вильяновенсе» в Сегунду B. В июне 2010 года его подписал хихонский «Спортинг». В первой команде красно-белых Гальвес дебютировал 13 декабря 2011 года в кубковом матче против «Мальорки» на стадионе «Иберостар». Позже (15 января 2012 года) он вышел и в Примере против «Малаги», сделав весомый вклад в общую победу со счётом 2:1 (Гальвес забил первый из мячей на 35 минуте). В июле 2012 не сумев договориться с клубом о продлении контракта, он перешёл в «Райо Вальекано». 13 мая 2014 года Алехандро подписал контракт с «Вердером» на три года.